# Dalian Airlines
Dalian Airlines Co Ltd est une compagnie aérienne basée à l'Aéroport international de Dalian, à Dalian, en Chine. Elle est détenue à 80 % par Air China, et à 20 % par la Dalian Baoshui Zhengtong Co. La compagnie aérienne propose des vols commerciaux de passagers ainsi des vols cargos. Elle démarre ses opérations le 31 décembre 2011.

## Histoire

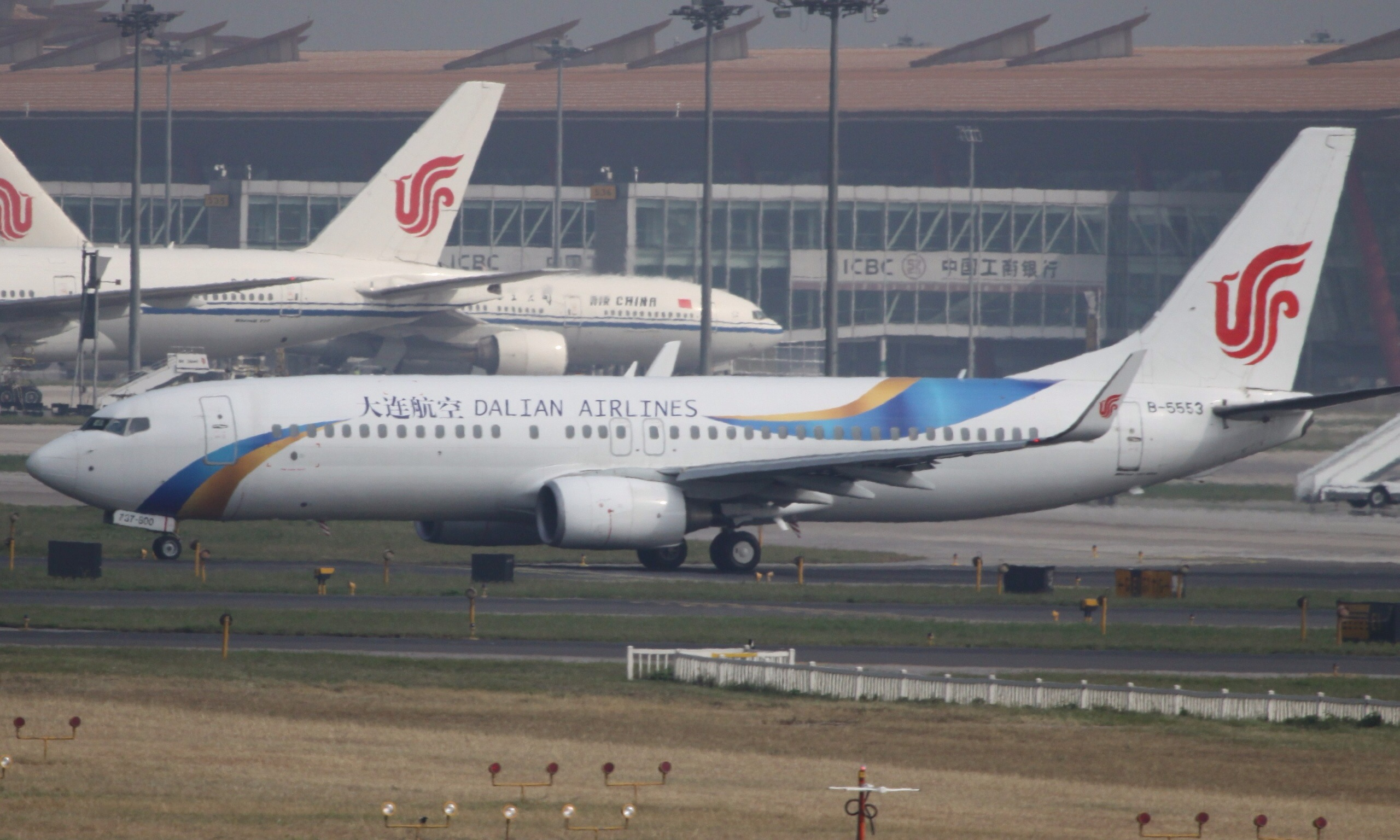
Boeing B.738WL de Dalian Airlines

Le 5 juillet 2011, L'Administration de l'Aviation Civile de Chine délivre la permission à Air China et Dalian Baoshui Zhengtong Co. de fonder Dalian Airlines Co Ltd, à la suite d'un accord entre Air China et le gouvernement de Dalian en 2010.
Le gouvernement de Dalian avait précédemment conclu un accord similaire avec HNA Group, la maison-mère de Hainan Airlines. Mais à la suite de dissensions, l'accord fut abandonné, laissant la porte ouverte à Air China.
Son activité débute le 31 décembre 2011, avec le vol Dalian-Shenzhen.

## Destinations
La compagnie aérienne propose un réseau de vols intérieurs depuis son hub de Dalian :
- Pékin, Aéroport international de Pékin
- Dalian, Aéroport international de Dalian Hub
- Hangzhou, Aéroport international de Hangzhou Xiaoshan
- Shenzhen, Aéroport international de Shenzhen Bao'an
- Xi'an, Aéroport international de Xi'an Xianyang

## Flotte
En décembre 2020, la flotte de Dalian Airlines est composée des appareils suivants :